# Ljekarna Varoš u Splitu
Ljekarna Varoš u Splitu, Hrvatska, nalazi se na adresi Marmontova 2.
Najstarija splitska ljekarna otvorena je u prizemlju Kuće Ilić oko 1854., radi od 1856., do danas je sačuvala svoju izvornu namjenu i neorenesansni namještaj naručen iz Italije. Najstarija je ljekarna u gradu koja neprekidno radi. Prvi vlasnik bio je Jovo Matačić, a početkom 20. st. ljekarnu kupuje Niko Bonetti u čijem je vlasništvu sve do nacionalizacije 1948. U ljekarni je sačuvano staro podno popločanje geometrijskog uzorka, a uz namještaj s figuralnim prikazom Galena, grčkog liječnika u Rimu te Eskulapa, rimskog boga liječnika, čuvaju i posude za pripremanje lijekova i ostali ljekarnički pribor iz 2. polovice 19. stoljeća. 

## Zaštita
Zbog izuzetne važnosti za kulturnu i društvenu povijest Splita zaštićen je izvorni inventar iz druge polovice 19. stoljeća i namjena ovog jedinstvenog prostora. Pod oznakom Z-6056 zavedena je kao nepokretno kulturno dobro - pojedinačno, pravna statusa zaštićena kulturnog dobra, klasificiranog kao profana graditeljska baština.